# Francesco Compagno
Francesco Compagno est un défenseur international italien de rink hockey.

## Palmarès
En 2016, il participe au championnat d'Europe.